# Bernhard Dörries (Maler)
Bernhard Dörries (* 26. Mai 1898 in Hannover; † 15. Juli 1978 in Bielefeld) war ein deutscher Maler und Kunstschriftsteller.

## Leben
Bernhard Dörries war ein Sohn des evangelischen Theologen Bernhard Dörries (1856–1934), sein älterer Bruder war der Kirchenhistoriker Hermann Dörries (1895–1977).
1917 studierte Dörries Architektur an der Technischen Hochschule Hannover, doch durch Kurt Schwitters begann er mit der Malerei und studierte an der Kunstakademie Berlin. Bei Studienaufenthalten lernte er Italien, Spanien und Frankreich kennen. Ab 1924 wurde er Vorstandsmitglied des Kunstvereins Hannover. Zum 1. Mai 1933 trat Dörries der NSDAP bei (Mitgliedsnummer 2.955.718). Bei der Pariser Weltausstellung von 1937 gewann er einen „Grand Prix“ für ein Mädchenbildnis. Nach dem Tod von Georg Schrimpf 1938 erhielt er eine Professur an der Kunstakademie Berlin, die er bis zum Ende des Zweiten Weltkriegs innehatte. Dörries war von 1937 bis 1944 auf sieben Großen Deutschen Kunstausstellungen in München mit 10 Bildern vertreten.
Nach dem Krieg lebte Dörries bis 1949 in Langenholtensen bei Northeim und anschließend in Hannover. 1955 wurde er wieder Professor an der Hochschule der Künste Berlin und wurde 1970 pensioniert. Ab 1973 war er Mitglied des Deutschen Künstlerbundes.
Mehr als dreißig Jahre schrieb Dörries über historische Kunst, vor allem für Bildbände.
Dörries schriftlicher Nachlass wird im Deutschen Kunstarchiv im Germanischen Nationalmuseum in Nürnberg aufbewahrt.

## Veröffentlichungen (Auswahl)
- mit Helmut Plath (Hrsg.): Alt-Hannover 1500-1900. Die Geschichte einer Stadt in zeitgenössischen Bildern von 1500-1900. Vierte, verbesserte Auflage, Heinrich Feesche Verlag, Hannover 1977, ISBN 3-87223-024-7.